# Claude du Moulinet
Ne doit pas être confondu avec Claude Du Molinet.
Claude du Moulinet, dit l'abbé des Thuilleries, est un historien et érudit français, né en 1661 à Essay, localité de Normandie, mort le 15 mai 1728 à Paris.
D'une famille noble de Sées, il fit des études à Valognes, puis à Paris, et fut lié un temps à l'oratorien Richard Simon, mais se sépara de lui. Il consacra toute sa vie à l'histoire de France, particulièrement à celle de la Normandie, sa province natale, de l'Anjou et de la Bretagne, et en parcourut les archives. Il a publié de très nombreux ouvrages sur la Normandie, certains en manuscrit. Il polémiqua avec Dom Lobineau sur son Histoire de Bretagne, faisant paraître en 1711 une Dissertation sur la mouvance de Bretagne, par rapport au droit que les ducs de Normandie y prétendaient, etc., soutenant que Charles le Simple avait donné la Bretagne au chef normand Rollon en 923. L'échange se poursuivit en 1712 et 1713 (Défense des dissertations sur l'origine de la Maison de France et sur la mouvance de Bretagne, etc.). Il a fourni une importante collaboration au Dictionnaire universel de la France ancienne et moderne et de la Nouvelle France, du libraire-éditeur Claude-Marin Saugrain (Paris, 1726, 3 volumes in-folio), dont il a rédigé l'introduction. Il est aussi l'auteur de quinze Lettres écrites à un ami sur les disputes du jansénisme et autres matières théologiques du temps (1710), où il ne prend aucun parti, mais livre plusieurs anecdotes. Il fut inhumé dans l'église Saint-Étienne-du-Mont.

## Pour approfondir